# 葉初春 (萬曆進士)
葉初春（1541年—1618年），字處元，號吳西，直隸蘇州府吳縣人，民籍，明朝政治人物，官至禮科左給事中。因參與“國本之爭”撤職。

## 生平
嘉靖四十三年（1564年）甲子科應天鄉試第二名舉人，萬曆八年（1580年）庚辰科三甲第一百八十三名進士。通政司觀政，授廣東順德縣知縣，十六年（1588年）升兵科給事中，十九年（1591年）升戶科右給事中，同年任江西鄉試副考官。
萬曆二十年（1592年）正月升禮科左給事中，禮科都給事中李獻可偕六科諸臣上疏請求為明神宗長子朱常洛舉行“豫教之典”。神宗大怒，指摘其誤書弘治年號，違旨侮君，貶一秩調外，其餘人等奪俸半年。東閣大學士王家屏將御批封還，神宗愈加不滿。吏科都給事中鍾羽正、吏科給事中舒弘緒均上疏支持李獻可。神宗將舒弘緒調職南京，鍾羽正及李獻可調任邊遠地區雜職。大學士趙志皋論救，被斥責；吏科右給事中陳尚象又爭，貶斥為民。戶科左給事中孟養浩，御史鄒德泳，戶兵刑工四科都給事中丁懋遜、張棟、吳之佳、楊其休，以及葉初春等人各自上疏求情。神宗怒不可遏，命將孟養浩廷杖一百，除名。鄒德泳、丁懋遜、張棟、吳之佳、葉初春等六人貶一秩，外放為官。李獻可、鍾羽正、李弘緒除名。萬曆四十六年（1618年）卒，贈光祿寺少卿。

## 家族
葉初春來自吳中葉氏洞庭西山支頭嶺派。曾祖葉潮；祖父葉棠；父葉燦，府庠生。母吳氏。葉初春為支頭嶺派遷蘇州府城支始祖。夫人鄭氏；側室周氏。有五子：葉登年、葉登俊、葉登道、葉登仕及葉登台。葉登仕子葉時章。葉登道孫葉子循。